# Simurgh Saxum
Il Simurgh Saxum è una struttura geologica della superficie di 101955 Bennu.